# Mareeba-Felskänguru

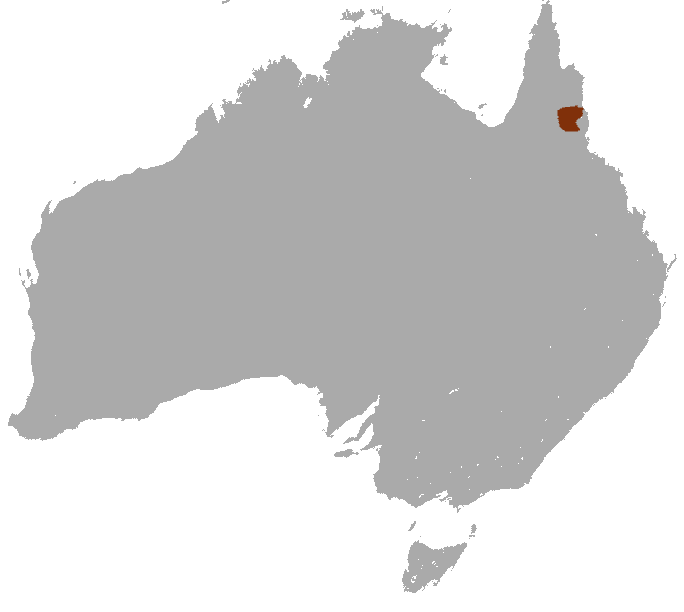
Verbreitungsgebiet des Mareeba-Felskängurus

Das Mareeba-Felskänguru (Petrogale mareeba) ist eine Beuteltierart aus der Familie der Kängurus (Macropodidae). 

## Merkmale
Das Fell der Mareeba-Felskängurus ist am Rücken grau oder graubraun und am Bauch hellgrau gefärbt. Im Gesicht haben sie einen hellen Wangenstreifen, die Pfoten und Füße sind dunkel, auch der Schwanz wird zur Spitze hin dunkler. Wie bei den meisten Kängurus sind die Hinterbeine deutlich länger und kräftiger als die Vorderbeine, der Schwanz ist lang und muskulös.  Männchen wiegen durchschnittlich 4,5 Kilogramm und sind damit etwas schwerer als Weibchen, die 3,8 Kilogramm erreichen.

## Verbreitung und Lebensweise
Diese Kängurus leben in Australien. Ihr Verbreitungsgebiet umfasst rund 20.000 km² und liegt im nordöstlichen Queensland. Benannt ist die Art nach der Stadt Mareeba. Sie bewohnen felsige Regionen bis in 1000 Meter Seehöhe.
Über ihre Lebensweise ist wenig bekannt. Wie alle Felskängurus sind sie nachtaktiv und dürften tagsüber in Felsspalten oder Höhlen schlafen. Sie ernähren sich von Gräsern und Kräutern.

## Taxonomie
Die wissenschaftliche Erstbeschreibung der Art erfolgte im Rahmen einer Revision der Gattung Petrogale durch die australischen Zoologen Mark D. B. Eldridge und Robert L. Close im Jahr 1992.

## Gefährdung
Die Gesamtpopulation der Mareeba-Felskängurus ist relativ groß und stabil, es sind keine größeren Bedrohungen bekannt. Die IUCN listet sie als „nicht gefährdet“ (least concern).

## Belege
1. ↑  M.D.B. Eldridge, R.L. Close: Taxonomy of Rock Wallabies, Petrogale (Marsupialia, Macropodidae) .1. A Revision of the Eastern Petrogale With the Description of 3 New Species. Australian Journal of Zoology 40 (6), 1992; S. 605–625. DOI:10.1071/ZO9920605